# Henri t’Kint de Roodenbeke

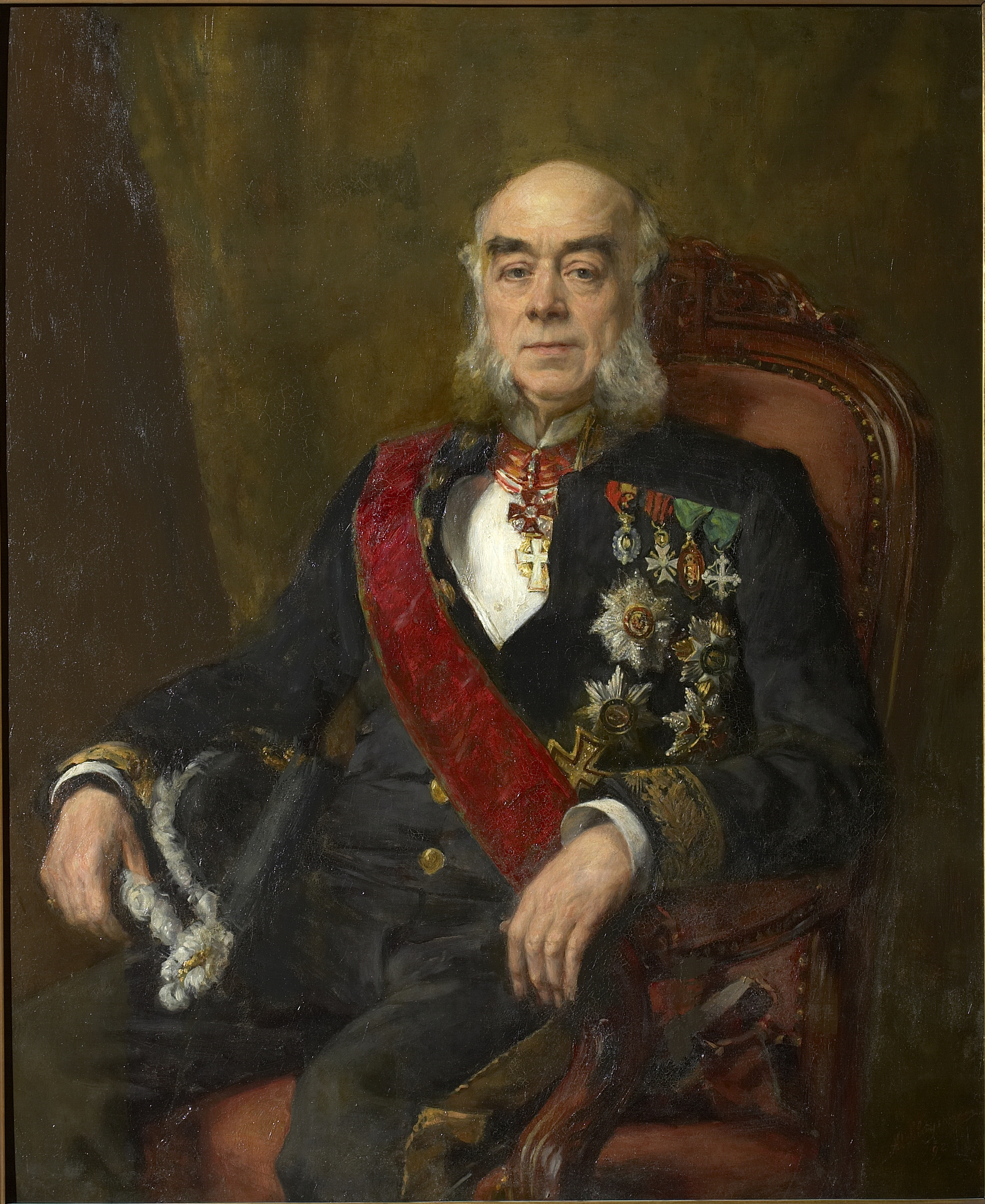
Henri t’Kint de Roodenbeke

Henri Marie Graf t’Kint de Roodenbeke (* 14. April 1817 in Brüssel; † 6. November 1900 ebenda) war ein belgischer Politiker der Katholischen Partei, der Mitglied beider Kammern des Föderalen Parlaments und Präsident des Senats war.

## Biografie
Zunächst war er Mitarbeiter des Bankhauses de Naeyer in Gent und seit 1841 mit Zoé-Isabelle, der Tochter des Eigentümers Eugène-Joseph de Naeyer verheiratet. Seine politische Laufbahn begann er 1847 mit der Wahl zum Mitglied der Abgeordnetenkammer, der er bis 1857 als Vertreter des Arrondissements Gent angehörte. Zusammen mit dem damaligen Senatspräsidenten Eugène de Ligne war er 1855 Vertreter Belgiens bei der Krönung von Zar Alexander II. von Russland.
Anschließend trat er in den Diplomatischen Dienst ein und war als Botschaftsrat und Bevollmächtigter Minister tätig. Nach seiner Rückkehr nach Belgien wurde er 1862 Mitglied des Senats und vertrat dort bis zu seinem Tode das Arrondissement Eeklo.
1864 erwarb er mit Hilfe des Vermögens seiner Ehefrau Schloss Ooidonk als Familiensitz. Der neue Hausherr beauftragte den französischen Architekten Clément Parent ab 1870 mit einer umfangreichen Restaurierung des Schlosses, um es den gestiegenen Ansprüchen an Wohnkomfort anzupassen. Die Arbeiten konzentrierten sich dabei im Wesentlichen auf die Inneneinrichtung, das Äußere des Schlosses blieb unverändert.
Während seiner langjährigen Mitgliedschaft im Senat war er seit 1874 Vorsitzender des Ständigen Ausschusses für die Versicherungsgesellschaften auf Gegenseitigkeit, der die Grundlagen für das Versicherungswesen schuf. Daneben war er Mitglied der Ausschüsse für die Zins- und Rentenkassen sowie für die Generalgesellschaft zur Förderung der Industrie. In seiner Funktion als Vorsitzender des Ausschusses für Auswärtigen Beziehungen war er auch Vertreter Belgiens bei den Weltausstellungen 1867 in Paris und 1873 in Wien.
Innerhalb der Leitung des Senats war er zunächst von 1870 bis 1874 Zweiter Sekretär und dann bis 1884 Erster Sekretär. Nach einer einjährigen Tätigkeit als Zweiter Vizepräsident war er zwischen 1885 und 1892 Erster Vizepräsident des Senats.
Zuletzt war Henri t’Kint de Roodenbeke vom 26. April 1892 bis zum 10. November 1899 Präsident des Senats.
Für seine politischen Verdienste wurde ihm am 9. Juni 1890 der Ehrentitel Staatsminister verliehen. Darüber hinaus erhielt er am 29. September 1894 das Großkreuz des Leopoldsordens. Am 26. Juni 1900 wurde ihm wenige Monate vor seinem Tode der Adelstitel eines Grafen verliehen.
Sein Sohn Arnold war ebenfalls Abgeordneter, Senator sowie Präsident des Senats.